# Camping Key Europe
Camping Key Europe (CKE) er et internationalt pas for campister. Camping Key Europe er resultatet af et samarbejde mellem tyske ADAC, hollandske ANWB, og de fire partnere fra Camping Card Scandinavia. Kortet blev taget i brug 1. januar 2012.
For ANWB erstattede CKE Camping Card International. Camping Card International er stadig tilgængelig som et separat kort.
Passet er en konkurrent til ACSI Club ID og Camping Card International.
I Danmark står Campingrådet bag udstedelsen.